# Edmund Konsek
Edmund Konsek (* 9. November 1888 in Herne; † 11. April 1958 in Bad Salzuflen) war ein deutscher Chorleiter und Organist. Ab 1956 war er Präsident des Deutschen Sängerbundes.

## Leben und Werk
Edmund Konsek bildete sich nach seiner Ausbildung zum Volksschullehrer 1910 am Institut für Kirchenmusik Charlottenburg im Bereich der Musik weiter. Neben seiner Tätigkeit als Lehrer wirkte er als Organist und Chorleiter. 1930 wurde er Geschäftsführer des Westfälischen Sängerbundes und 1956 Präsident des Deutschen Sängerbundes.